# Yetfa
Yetfa, jedan od dva malena naroda (drugi su Biksi) koja govore jezikom yetfa, šire skupine biksi, porodica sepik-ramu. 
Yetfe broje svega oko 1.200 kasnih 1990.-tih, od čega 1.000 u Indoneziji u šumama blizu rijeke Sogber i nekoliko sela južno od Gununga, te oko 200 u susjednom dijelu Papue Nove Gvineje, južno od rijeke Green river. Proučavao ih je Øystein Lund Andersen.

## Vanjske poveznice
- The Lepki People of Sogber River, New Guinea